# Dipendenza dal cibo
dipendenzauno stato medico caratterizzato da ricerca compulsiva di stimoli gratificanti, nonostante le conseguenze negative
comportamento di dipendenzaun comportamento che è al tempo stesso gratificante e di rinforzo
farmaco dipendenzaun farmaco che è al tempo stesso gratificante e di rinforzo
la dipendenzauno stato di adattamento associato a una sindrome di astinenza al momento della cessazione dell'esposizione ripetuta a uno stimolo (ad esempio, l'assunzione di farmaci)
tolleranza inversa o sensibilizzazione al farmacol'effetto crescente di un farmaco derivante dalla somministrazione ripetuta ad una data dose
sospensione del farmacosintomi che si verificano al momento della cessazione del consumo ripetuto di sostanze
dipendenza fisicadipendenza che comprende i sintomi persistenti di astinenza fisica-somatico (ad esempio, la fatica e il delirium tremens)
dipendenza psicologicadipendenza che comprende i sintomi di astinenza emotivo-motivazionali (ad esempio, disforia e anedonia)
stimoli rinforzostimoli che aumentano la probabilità di comportamenti ripetuti associati loro
stimoli gratificantistimoli che il cervello interpreta come intrinsecamente positivo o come qualcosa a cui avvicinarsi
sensibilizzazioneuna risposta aumentata a uno stimolo derivante dalla ripetuta esposizione ad esso
disturbo da uso di sostanzeuna condizione in cui l'uso di sostanze porta a una compromissione funzionale significativa o disagio
tolleranzala diminuzione dell'effetto di un farmaco dovuto alla somministrazione ripetuta ad una data dose
La dipendenza dal cibo o dipendenza dal mangiare è una dipendenza comportamentale che si caratterizza per il consumo compulsivo di alimenti appetibili (per esempio, cibi ad alto contenuto di grassi e zucchero) - i tipi di cibo che marcatamente attivano il sistema di ricompensa negli esseri umani e in altri animali - nonostante le conseguenze negative. 
Il cibo molto zuccherato e ad alto contenuto di grassi ha dimostrato di aumentare l'espressione de ΔFosB, un biomarcatore di dipendenza, nei neuroni medi spinosi tipo-D1 del nucleo accumbens; tuttavia, ci sono ancora scarse ricerche sulla plasticità sinaptica da consumo compulsivo di cibo, un fenomeno che è noto per essere causato dalla sovra espressione del ΔFosB.
Si è osservata la dipendenza psicologica anche con la presenza di sintomi di astinenza quando il consumo di questi alimenti si interrompe con la sostituzione di cibi a basso contenuto di grassi o di zucchero. I professionisti dedicati (in genere psicologi e dietologi) affrontano questo disturbo utilizzando la terapia comportamentale.

## Descrizione
La dipendenza da cibo, si riferisce a una compulsione in grandi mangiatori che sperimentano frequenti episodi di assunzione incontrollata di cibo (binge eating). Il termine binge eating significa mangiare una quantità eccessiva di cibo mentre si ha la sensazione di aver perso il controllo.  Le persone che sperimentano il binge eating possono sentirsi agitati, e consumare una considerevole quantità di calorie prima di fermarsi. I postumi delle abbuffate sono generalmente seguite da sentimenti di colpa e depressione; per esempio,  alcuni arrivano ad annullare i loro impegni per il giorno successivo, perché si "sentono grassi".  Il binge eating ha ripercussioni sulla salute fisica, a causa di un’eccessiva assunzione di grassi e zuccheri, che possono causare appunto numerosi problemi.
A differenza di individui colpiti da bulimia, i mangiatori compulsivi non tentano di compensare le loro abbuffate con comportamenti correttivi, come il digiuno, l’uso di lassativi o il vomito. Quando questi individui mangiano troppo e si abbuffano, sperimentando dopo sentimenti di colpa, si possono definire affetti dal Binge Eating Disorder (BED) o Disturbo da alimentazione incontrollata.
Oltre all’ assunzione incontrollata di cibo, i mangiatori compulsivi possono talora adottare un comportamento simile agli animali al pascolo, quando mangiano continuamente e per tutta la giornata.  Queste azioni si traducono in un numero eccessivamente elevato di calorie consumate, anche se le quantità mangiate singolarmente possono essere piccole.
Durante le abbuffate, i mangiatori compulsivi possono consumare tra 5.000 e 15.000 calorie di cibo al giorno (molto più di quanto sia necessario), con un conseguente stress psicologico temporaneo seguente a un’elevata dipendenza non dissimile da quella sperimentata attraverso l'abuso di droga.  I mangiatori compulsivi tendono a mostrare nel cervello cambiamenti simili a quelli dei tossicodipendenti, secondari a un eccessivo consumo di alimenti altamente modificati.
Nel mangiatore compulsivo, l'ingestione di cibi trigger provocano il rilascio dei neurotrasmettitori serotonina e dopamina. Questo potrebbe essere un altro indicatore che i fattori neurobiologici contribuiscono al processo di dipendenza. Al contrario, l'astensione dai cibi che provocano dipendenza possono scatenare sintomi di astinenza.  La successiva diminuzione dei livelli di serotonina nell’individuo può favorire più elevati livelli di depressione e ansia.
Infine, i mangiatori compulsivi pensano continuamente al cibo: il cibo occupa una delle posizioni più importanti nella loro mente; quando privi, la persona può comportarsi in modo simile ai tossicodipendenti con una ricerca incontrollabile della sostanza, e mettere in atto comportamenti subdoli, come rubare o mentire.

### Segni e sintomi
Una dipendenza da cibo mostra un'assunzione eccessiva dello stesso, come nel disturbo del comportamento alimentare, come fosse la più importante e unica caratteristica. Ci sono molti segni potenziali che un individuo possa essere affetto dalla patologia; i comportamenti comuni includono il mangiare da solo, consumando cibo rapidamente, e aumento di peso rapido. Altri segni comprendono una significativa riduzione della mobilità e il ritiro dal lavoro dovuto all'aumento del peso. Indicatori emotivi possono includere sentimenti di colpa, senso di perdita di controllo, depressione e sbalzi d'umore.

### Potenziali effetti negativi
Se non trattato, il mangiare in modo eccessivo e compulsivo può condurre a seri problemi di salute. Ad esempio, la sovralimentazione di solito si traduce in un aumento di peso e in obesità, anche se non è l'unica causa della stessa. Inoltre, l'eccesso di cibo potrebbe portare a ipercolesterolemia, diabete mellito, malattie cardiache, ipertensione arteriosa, sindrome delle apnee nel sonno e depressione maggiore. Ulteriori effetti collaterali a lungo termine della condizione includono malattie renali, l'artrite, il deterioramento dell'apparato scheletrico e ictus. Nei casi più gravi, l'eccesso di cibo può provocare la morte.
Altri effetti negativi includono la quantità di denaro che viene utilizzato per il cibo e sentimenti di bassa autostima che di solito accompagnano le abbuffate.

### Trattamento
L’assunzione eccessiva di cibo è curabile con l'assistenza nutrizionale e i farmaci. La psicoterapia può anche essere necessaria, ma una recente ricerca ha dimostrato che questa è utile solo come risorsa complementare, con un’efficacia solo a breve termine e nei casi più gravi.
La lisdexamfetamina è un farmaco soppressore dell'appetito approvato dalla Food and Drug Administration (FDA) che è indicato per il trattamento del binge eating. La fluoxetina, che è un antidepressivo, è stato approvato dalla FDA per il trattamento di un disturbo alimentare, in particolare della bulimia. Questo farmaco è stato prescritto off-label per il trattamento del disturbo da alimentazione incontrollata (BED). Altri farmaci sono stati utilizzati off-label, come gli inibitori della ricaptazione della serotonina (SSRI), che hanno dimostrato una certa efficacia, e altri come il mianserina, il trazodone e il bupropione. Si sono dimostrati efficaci anche farmaci anti-obesità. Gli studi suggeriscono che i farmaci anti-obesità, o soppressori dell'appetito, potrebbero essere la chiave per il controllo del disturbo.
Molti disturbi alimentari si pensa possano essere dei modelli comportamentali che derivano da problemi emozionali; per le persone affette è importante migliorare e sviluppare un rapporto sano con il cibo che possa durare, per poter rimuovere questi ostacoli.  Gli individui possono superare l'eccesso di assunzione di cibo con il trattamento, che dovrebbe includere la psicoterapia e l'intervento del medico e del nutrizionista. Tale metodo è stato recentemente sancito dalla American Dental Association in un loro articolo pubblicato per la prima volta nel 2012, nel quale consigliano la collaborazione fra dentisti e esperti dell'obesità. Inoltre, apparecchi dentali, quali il blocco della mascella convenzionale e il blocco ortodontico per controllare l'eccesso di cibo compulsivo hanno dimostrato di essere efficaci in termini di controllo del peso in pazienti obesi adeguatamente selezionati e di solito non sono state segnalate gravi complicazioni durante il trattamento. Infine, sono stati approntati diversi programmi per aiutare i pazienti affetti dalla dipendenza da cibo.

## Epidemiologia
Una review sulle dipendenze comportamentali elencate, stima che il tasso di prevalenza (cioè, la proporzione di individui nella popolazione che ha sviluppato il disturbo durante la vita) per la dipendenza da cibo, negli Stati Uniti come ai testi sul 2,8%.

### Sintesi della plasticità legata alla dipendenza
| Forme di plasticità neurale e comportamentale                       | Tipo di rinforzo      | Tipo di rinforzo                            | Tipo di rinforzo                            | Tipo di rinforzo      | Tipo di rinforzo                             | Tipo di rinforzo                 | Fonti |
| Forme di plasticità neurale e comportamentale                       | Oppiacei              | Psicostimolanti                             | Cibo ad alto contenuto di grassi e zuccheri | Rapporto sessuale     | Effetti neurobiologici dell'esercizio fisico | Arricchimento neurale ambientale | Fonti |
| ------------------------------------------------------------------- | --------------------- | ------------------------------------------- | ------------------------------------------- | --------------------- | -------------------------------------------- | -------------------------------- | ----- |
| ΔFosB espressione nel nucleus accumbens RDD1                        | ↑                     | ↑                                           | ↑                                           | ↑                     | ↑                                            | ↑                                | [ 5 ] |
| Plasticità comportamentale                                          |                       |                                             |                                             |                       |                                              |                                  |       |
| Escalation di assunzione                                            | si                    | si                                          | si                                          |                       |                                              |                                  | [ 5 ] |
| Psicostimolanti sensibilizzazione crociata                          | si                    | non applicabile                             | si                                          | si                    | attenuato                                    | attenuato                        | [ 5 ] |
| Psicostimolanti autosomministrazione                                | ↑                     | ↑                                           | ↓                                           |                       | ↓                                            | ↓                                | [ 5 ] |
| Psicostimolanti risposta condizionata                               | ↑                     | ↑                                           | ↓                                           | ↑                     | ↓                                            | ↑                                | [ 5 ] |
| Recidiva                                                            | ↑                     | ↑                                           |                                             |                       | ↓                                            | ↓                                | [ 5 ] |
| Plasticità Neurochimica                                             |                       |                                             |                                             |                       |                                              |                                  |       |
| Fosforilazione nel nucleus accumbens                                | ↓                     | ↓                                           | ↓                                           |                       | ↓                                            | ↓                                | [ 5 ] |
| Sensibilizzazione alla risposta alla dopamina nel nucleus accumbens | no                    | si                                          | no                                          | si                    |                                              |                                  | [ 5 ] |
| Alterati segnali striatali alla dopamina                            | ↓RDD2, ↑RDD3          | ↑RDD1, ↓RDD2, ↑RDD3                         | ↑RDD1, ↓RDD2, ↑RDD3                         |                       | ↑RDD2                                        | ↑RDD2                            | [ 5 ] |
| Alterati segnali striatali agli oppioidi                            | ↑recettori μ-oppioidi | ↑recettori μ-oppioidi ↑recettori κ-oppioidi | ↑recettori μ-oppioidi                       | ↑recettori μ-oppioidi | Nessun cambiamento                           | Nessun cambiamento               | [ 5 ] |
| Modificazioni striatali nei peptidi oppiacei                        | ↑dinorfine            | ↑dinorfine                                  | ↓encefaline                                 |                       | ↑dinorfine                                   | ↑dinorfine                       | [ 5 ] |
| Plasticità sinaptica nella regione Mesocorticolimbica               |                       |                                             |                                             |                       |                                              |                                  |       |
| Numero di dendriti nel nucleus accumbens                            | ↓                     | ↑                                           |                                             | ↑                     |                                              |                                  | [ 5 ] |
| Densità delle spine dendritiche nel nucleus accumbens               | ↓                     | ↑                                           |                                             | ↑                     |                                              |                                  | [ 5 ] |